# النمو الزراعي التقليدي
المزروعة تقليديًا هي مصطلح زراعي يشير إلى طريقة لزراعة نباتات صالحة للأكل (مثل الفواكه والخضروات ) وغيرها من المنتجات. و هو عكس أساليب الزراعة العضوية التي تحاول إنتاجها بدون مواد كيميائية اصطناعية ( الأسمدة، المبيدات، المضادات الحيوية، الهرمونات ) أو الكائنات المعدلة وراثيا. وفي الوقت نفسه، غالباً ما تستخدم المنتجات المزروعة بطريقة تقليدية الأسمدة والمبيدات الحشرية التي تسمح بزيادة الغلة والنمو خارج الموسم ومقاومة أكبر وطول عمر أكبر وكتلة أكبر عمومًا. الفاكهة المزروعة تقليديًا:   
يتكون رمز PLU من 4 أرقام (على سبيل المثال 4012). الفاكهة المزروعة عضويا: يتكون رمز PLU من 5 أرقام ويبدأ بـ 9 (على سبيل المثال 94012) الفاكهة المهندسة وراثيا: يتكون رمز PLU من 5 أرقام ويبدأ بـ 8 (على سبيل المثال 84012). 